# 古企鹅属
古企鹅是一种属于古企鹅亚科的已经灭绝的企鹅， 这一类企鹅与现存企鹅关系并不接近。

## 分类
古企鹅属包含了以下三个种:
- 巴塔哥古企鹅（学名：Palaeospheniscus patagonicus） (模式种)
- 贝氏古企鹅（学名：Palaeospheniscus bergi）
- 均等古企鹅（学名：Palaeospheniscus biloculatus）